# 诺莫哈末·查烈
诺莫哈末·查烈·梅蒙（1911年7月1日—1983年6月30日），是一名巴基斯坦演员，他最出名的是他的喜剧角色，他是印度第一位明星喜剧演员，被称为印度第一喜剧之王。他与当时的几位顶级女演员一起扮演喜剧英雄。 他是英国著名喜剧演员查理·卓别林的铁杆粉丝，在他的热门电影《印度查理》(1933)上映后，他取了这个名字作为他的艺名。从1925年到1946年，他在分治前的印度取得了成功的职业生涯。他在印巴分治后搬到巴基斯坦，导致他的职业生涯只拍了不到12部电影。去往巴基斯坦后，他也曾经搬到美国和他的儿子住在一起，后来又回到巴基斯坦，1983年在卡拉奇去世。